# Ālāsht
Ālāsht (persiska: آلاشت) är en ort i Iran.   Den ligger i provinsen Mazandaran, i den norra delen av landet, 130 km öster om huvudstaden Teheran. Ālāsht ligger 1 679 meter över havet och antalet invånare är 976.
Terrängen runt Ālāsht är bergig åt nordväst, men åt sydost är den kuperad. Terrängen runt Ālāsht sluttar österut. Runt Ālāsht är det ganska glesbefolkat, med 34 invånare per kvadratkilometer. Ālāsht är det största samhället i trakten. Trakten runt Ālāsht består i huvudsak av gräsmarker.